# Amadou Bamba
Amadou Bamba (Arabisch: أحمد بمبا; Frans: Cheikh Ahmadou Bamba Mbacké; ca. 1853 – 1927) was een invloedrijke Senegalese islamitische geleerde, mysticus en dichter. Hij staat vooral bekend als de stichter van de Mouridebroederschap (Murīdiyya), een soefi-orde die vandaag de dag nog steeds een belangrijke religieuze, sociale en economische rol speelt in Senegal en binnen de Senegalese diaspora.

## Levensloop
Amadou Bamba werd geboren rond 1853 in Mbacké, in het huidige Senegal. Hij stamde uit een familie van islamitische geleerden en kreeg een traditionele religieuze opvoeding. Al op jonge leeftijd viel hij op door zijn vroomheid, toewijding en kennis van de islamitische theologie. Hij ontwikkelde zich tot een vooraanstaand geleerde in de Maliki-school van de islam en specialiseerde zich in theologie, rechtsleer en mystiek (tasawwuf).

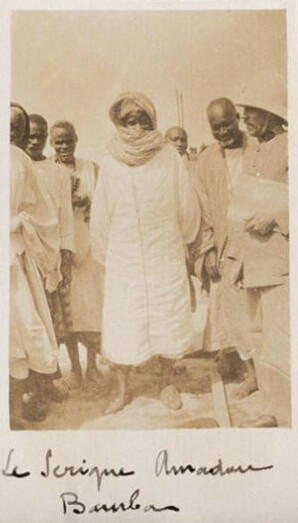

## Oprichting van de Mouridebroederschap
Aan het eind van de 19e eeuw richtte Bamba de Mouridebroederschap op, een soefi-orde die nadruk legde op spirituele zuivering, harde arbeid, gehoorzaamheid aan de sheikh, en volledige toewijding aan God. De broederschap had ook een duidelijke sociale structuur en was nauw verbonden met landbouw, handel en gemeenschapsvorming. Bamba zelf schreef honderden religieuze gedichten in het Arabisch, waarin hij spirituele toewijding, ascese en liefde voor de profeet Mohammed benadrukte.

## Verzet tegen de Franse koloniale macht
Hoewel Amadou Bamba geweldloos was, werd zijn snel groeiende invloed door de Franse koloniale overheersers als een bedreiging gezien. In 1895 werd hij gearresteerd en zonder proces verbannen naar Lambaréné in Gabon, waar hij zeven jaar verbleef. Later werd hij ook verbannen naar Mauritanië. Tijdens zijn ballingschappen bleef Bamba religieuze teksten schrijven en zijn leer verspreiden. Zijn vreedzame maar vastberaden houding leverde hem aanzien op onder zowel volgelingen als tegenstanders.
Een bekende legende vertelt dat Bamba, toen hij werd opgeroepen om trouw te zweren aan de Franse gouverneur, zijn gebed op de gouverneurstapijt verrichtte, wat geïnterpreteerd werd als zijn weigering om wereldlijke macht boven God te stellen.

## Stichting van Touba
In 1887 stichtte Amadou Bamba de stad Touba, die hij bedoelde als spiritueel centrum voor zijn beweging. De naam "Touba" betekent "gelukzaligheid" of "paradijs" in het Arabisch. Na zijn terugkeer uit ballingschap werd de stad verder ontwikkeld tot een religieus en cultureel centrum. Hier werd later ook de Grote Moskee van Touba gebouwd, een van de grootste moskeeën in Afrika, waarin Bamba na zijn overlijden werd begraven.

## Nalatenschap
Amadou Bamba overleed in 1927 in Diourbel. Hij liet een immense religieuze en sociale erfenis na. De Mouridebroederschap groeide uit tot een van de invloedrijkste religieuze bewegingen in Senegal, met miljoenen volgelingen wereldwijd. De jaarlijkse pelgrimstocht naar Touba, de Magal, trekt elk jaar miljoenen bezoekers en herdenkt zijn terugkeer uit ballingschap.
Zijn leer benadrukt geduld, discipline, dienstbaarheid en spirituele toewijding. Tot op de dag van vandaag worden zijn gedichten, uitspraken en levensverhalen in Senegal gereciteerd en gevierd.